# Tenuiphantes perseus
Tenuiphantes perseus là một loài nhện trong họ Linyphiidae.
Loài này thuộc chi Tenuiphantes. Tenuiphantes perseus được miêu tả năm 1977 bởi van Helsdingen.